# Cypria pellucida
Cypria pellucida är en kräftdjursart som beskrevs av Georg Ossian Sars 1901. Cypria pellucida ingår i släktet Cypria och familjen Cyprididae. Inga underarter finns listade i Catalogue of Life.